# Ammobates minutissimus
Ammobates minutissimus är en biart som beskrevs av Mavromoustakis 1959. Ammobates minutissimus ingår i släktet Ammobates och familjen långtungebin. Inga underarter finns listade i Catalogue of Life.